# Tengeri őrjárat
Tengeri őrjárat (olaszul eredeti cím: Gente di mare) egy olasz  televíziós sorozat.

## Története
|  | Alább a cselekmény részletei következnek! |

### Első és második széria (2005-2007)
Fő színészek az első és második szériából
- Lorenzo Crespi: shorhajóhadnagy Angelo Sammarco
- Vanessa Gravina: Margherita Scanò
- Patrizio Rispo: shorhajóhadnagy Giacomo Onorato
- Mirco Petrini: shorhajóhadnagy Salvatore Terrasini
- Fabio Fulco: korvettkapitány Davide Ruggeri
- Frank Crudele: I. osztály főmester Pietro Melluso
- Antonio Milo: I. osztály főmester Sante Lo Foco
- Giada Desideri: shorhajóhadnagy Elena Dapporto
- Myriam Catania: II. osztály főmester Gloria Lo Bianco
- Alessandro Lucente: III. osztály főmester  Paolo Zannoni
- Davide Ricci: árbócos Luca Rebecchi
- Chiara Francini: árbócos Marzia Meniconi
- Cosimo Cinieri: ellentengernagy Luigi Cordari
- Eros Pagni: Carmine Amitrano
- Rosa Pianeta: Viviana Amitrano
- Tiziana Lodato: Sofia Amitrano
- Giuseppe Zeno: Toni Amitrano
- Claudia Ruffo: Sara Polimenti
- Angelo Infanti: Franco Leonetti
- Francesca Chillemi: Verna Leonetti
- Domenico Fortunato: carabinieri hadnagy Mario Zannoni
- Massimo De Lorenzo: carabinieri őrmester Vincenzo Culicchia
- Francesco Siciliano: a ügyész helyettese Giorgio Bonanni
- Gilberto Idonea: Tommaso Nicotera
- Valentina Sperlì: a ügyész Anna Licurgo
- Liliana Mele: Amina
- Marcello Modugno: Gretteri
- Rosa Ferraiolo: Costanza Melluso
- Eva Deidda: Marina Cataldo
- Francesco Paolo Torre: La Torre
- További szereplők: Milena Miconi, Manuel Rufini, Patrizio Pelizzi, Alberto Angrisano, Alessandro Lombardo.

## Külső hivatkozások
- Hivatalos honlap Archiválva 2010. február 6-i dátummal a Wayback Machine-ben
- Tengeri őrjárat a PORT.hu-n (magyarul)
- Tengeri őrjárat az Internet Movie Database-ben (angolul)
- Tengeri őrjárat a Box Office Mojón (angolul)